# Фотографія на пам'ять
Фотографія на пам'ять (рос. Фотография на память) — радянський художній телефільм 1985 року, знятий на Свердловській кіностудії.

## Сюжет
Одного разу компанія підлітків «обстріляла» камінням електричку, яка проходила поряд, поранивши дівчинку Олю, яка їхала в ній. Одного з хуліганів — Колю — затримали. Мати Коли прагне будь-якими засобами «врятувати» сина. Тяжко страждає його батько — справедлива і чесна людина. Смерть батька, почуття Колі до Ольги, змушують юнака по-новому осмислити свої вчинки, визнати свою провину…

## У ролях
- Андрій Коробков — Коля Нестеров (озвучив Олександр Рижков)
- Наталія Щукіна — Оля Костіна
- Ернст Романов — Олександр Михайлович Нестеров, батько Кольки, інженер-технолог на взуттєвій фабриці
- Олена Драпеко — мати Кольки
- Ірина Калиновська — мати Олі, виховує двох дітей одна
- Владислав Корнєєв — Вадик
- Юрій Бобров — Орлик, лідер групи підлітків
- Денис Філімонов — Сашок
- Антон Рєзніков — Філя
- Геннадій Макоєв — пасажир електрички який затримав Колю, колишній десантник
- Володимир Кадочников — майор міліції
- Андрій Неустроєв — епізод
- Надія Озерова — епізод
- Георгій Майєр — епізод
- Євген Мінулін — епізод

## Знімальна група
- Режисер — Рубен Мурадян
- Сценаристи — Тамара Лихоталь, Маргарита Мосякова
- Оператор — Сергій Гаврилов
- Композитор — Андрій Маковський
- Художник — Юрій Істратов